# Pomoc prawna
Pomoc prawna – szczególnego rodzaju usługi świadczone podmiotom stosunków prawnych w celu ochrony ich prawnie chronionych interesów. W Polsce pomoc prawną świadczą adwokaci, radcy prawni, notariusze, w zakresie swoich kompetencji także doradcy podatkowi i rzecznicy patentowi, zaś w ograniczonym zakresie, w ramach czynności innych niż w ramach rewizji finansowej – również biegli rewidenci. Ponadto podstawowe usługi pomocy prawnej świadczą także nieuregulowani zawodowo doradcy prawni, nieposiadający uprawnień do zastępstwa procesowego ani pozaprocesowego.

## Usługi
Usługi w zakresie pomocy prawnej:
- poradnictwo prawne,
- opracowywanie aktów prawnych,
- zastępstwo procesowe bądź pozaprocesowe,
- obrona w sprawach karnych,
- inne usługi.

Pomoc prawna jest świadczona w ramach zawodów zaufania publicznego oraz zawodu doradcy prawnego.

## Prawo polskie

### Nieodpłatna pomoc prawna
W Polsce od 1 stycznia 2016 w związku z wejściem w życie ustawy o nieodpłatnej pomocy prawnej oraz edukacji prawnej w ramach powiatowych punktów bezpłatnego poradnictwa prawnego prowadzenie połowy punktów nieodpłatnej pomocy prawnej powierzone zostanie organizacjom pozarządowym prowadzącym działalność pożytku publicznego,
Nieodpłatnej pomocy prawnej w punktach nieodpłatnej pomocy prawnej powierzonych do prowadzenia organizacji pozarządowej może udzielać także:
1. doradca podatkowy – w zakresie prawa podatkowego, z wyłączeniem spraw podatkowych związanych z prowadzeniem działalności gospodarczej;
2. osoba, która:
  - ukończyła wyższe studia prawnicze i uzyskała tytuł magistra lub zagraniczne studia prawnicze uznane w Rzeczypospolitej Polskiej,
  - posiada co najmniej trzyletnie doświadczenie w wykonywaniu wymagających wiedzy prawniczej czynności bezpośrednio związanych ze świadczeniem pomocy prawnej,
  - korzysta z pełni praw publicznych oraz ma pełną zdolność do czynności prawnych,
  - nie była karana za umyślne przestępstwo ścigane z oskarżenia publicznego lub przestępstwo skarbowe.

### Postępowanie administracyjne
Pomoc prawna w postępowaniu administracyjnym polega na tym, że organ administracji publicznej w toku postępowania zwraca się do właściwego terenowego organu administracji rządowej lub organu samorządu terytorialnego o wezwanie osoby zamieszkałej lub przebywającej w danej gminie lub mieście do złożenia wyjaśnień lub zeznań albo do dokonania innych czynności, związanych z toczącym się postępowaniem. Organ prowadzący postępowanie oznacza zarazem okoliczności będące przedmiotem wyjaśnień lub zeznań albo czynności, jakie mają być dokonane.